# Dai Sentai Goggle V
Dai Sentai Goggle V (大戦隊ゴーグルファイブ, Dai Sentai Gōguru Faibu, traduzido como Grande Esquadrão Goggle Five e lançado no Brasil como Gigantes Guerreiros Goggle Five) é uma série tokusatsu do gênero Super Sentai produzida entre 6 de fevereiro de 1982 e 29 de janeiro de 1983 pela Toei Company no Japão. No Brasil, foi exibida inicialmente pela Rede Bandeirantes a partir de Março de 1990, trazido pela Oro Filmes, e, depois, pela Rede Record em 1993. No total, a série tem 50 episódios.

## História
Nos últimos 20 anos o professor Hongo investigou secretamente e descobriu que no Castelo Wolf (Wolfgang, no original), situado na Alemanha, reuniam-se grupos misteriosos de cientistas de diversas partes do mundo. Tais cientistas, considerados perversos, se concentram no Império da Ciência Maligna Desdark (originalmente Deathdark), liderado pelo chefe Taboo, que é um exército que semeia a destruição e a discórdia no universo através de sua Ciência Maligna.

## Personagens[2]

### Goggle V
| Ator            | Personagem     | Denominação   | Pedra     | Arma        | Arma Especial            | Civilização |
| --------------- | -------------- | ------------- | --------- | ----------- | ------------------------ | ----------- |
| Ryōji Akagi     | Ken'ichi Akama | Goggle Red    | Rubi      | Red Rope    | Red Ruby Whip            | Atlântida   |
| Jyunichi Haruta | Kanpei Kuroda  | Goggle Black  | Esmeralda | Black Clubs | Black Esmerald Nunchucks | Asiática    |
| Shigeki Ishii   | Saburou Aoyama | Goggle Blue   | Safira    | Blue Ring   | Blue Shapphire Jet Ring  | Egípcia     |
| Sanpei Godai    | Futoshi Kijima | Goggle Yellow | Opala     | Yellow Ball | Opal Megaton Ball        | Muçulmana   |
| Megumi Ōgawa    | Miki Momozomo  | Goggle Pink   | Diamante  | Pink Ribbon | Pink Diamond Baton       | Inca        |

- Ken'ichi Akama / Goggle Red - O líder do grupo. Adora escalar montanhas e é explorador. Descobriu o perigo que o mundo corria depois de o Doutor Hongo ser atacado. Sua pedra é o rubi, que representa a civilização da Atlântida. Suas armas são o Red Ruby Whip e o Red Rope.
- Kanpei Kuroda / Goggle Black -  Vice-líder do grupo.Porteiro que trabalha no estacionamento do estádio Korakuen. Presidente do clube de xadrez da universidade local, é um sujeito esperto, vide no episódio 26, "A Grande Farsa do Black", onde se fingiu de amnético. Sua pedra é a esmeralda, que representa a civilização asiática, especificamente Angkor Wat. Suas armas são o Black Cubs e o Black Esmerald Nunchucks.
- Saburou Aoyama / Goggle Blue - É um inventor e jogador de hóquei no gelo. Sua pedra é a safira, que representa a civilização egípcia. Suas armas são o Blue Ring e o Blue Sapphire Jet Ring.
- Futoshi Kijima / Goggle Yellow - O mais forte integrante da equipe, trabalha em um zoológico local. Sua pedra é a opala, que representa a civilização lemuriana (muçulmana na dublagem brasileira). Suas armas são o Yellow Hammer, Yellow Ball e o Opal Megaton Ball.
- Miki Momozomo / Goggle Pink - A única integrante feminina da equipe. Ginasta que trabalha no estacionamento do estádio Korakuen. Sua pedra é o diamante, que representa a civilização inca. Suas armas são o Pink Diamond Baton, Pink Mirror e Pink Ribbon.

### Equipamentos
Os Goggle V têm inúmeros ataques combinados como Lightning Ropes, the Dynamite Clubs, the Ring Spin Typhoons, the Lightning Light Balls, the Ribbon Sparks, the Goggle Victory, the Goggle Bomber, Goggle Sabre e a Goggle Lança Dourada. Todos estes golpes utilizam os Goggle Sabres.
- Goggle Suit  ou Goggle Bracelete, dispositivo de transformação dos Goggle Five modelado como um relógio de pulso. A frase de transformação usada era "Goggle Five!" (ou Goggle <cor> para cada membro específico da equipe quando sozinho.)
- Goggle Sabre ou Goggle Espada - espadas usado por todos os Goggle Five. Ao ser lançado no inimigo pode explodir. 
  - Goggle Victory Flash - ataque final que destruia os Mozus até o episódio 33. Os Goggle Five posicionavam a si mesmos e seus sabres de forma a formar o símbolo V (cinco em romano) e energizavam cada sabre com a respectiva energia da pedra protetora, finalmente disparando quando todas as energias estivessem acumuladas.
- Golden Lança - lança criada a partir dos novos Goggle Sabres carregados com átomos de Neometal. Era manuseada pelo GoggleRed. 
  - Goggle Lança Dourada - Lançar - ataque final que passou a destruir os Mozus do episódio 34 em diante, consistindo no lançamento da Golden Lança contra o Mozu após algumas acrobacias da equipe.

### Veículos[2]
- Goggle Machine - a moto usada apenas pelo Goggle Red.
- Goggle Cougar - uma caminhonete 4WD usada pelos demais Goggle Five.

## Mecha[2]

### Fortaleza
- Goggle Nave (Goggle Caesar) - grande nave que servia como base para cada um dos veículos que formavam o Goggle Robô. Goggle Black e Goggle Pink ficavam na Goggle Nave para prestar suporte caso necessário. Possuía a habilidade de disparar mísseis e de teleportar os Goggle Five para seu interior.
  - Tanque Container - grande veículo metálico onde ficavam estacionados cada um dos veículos que formavam o Goggle Robô. Todos os tanque containers se separam livremente da Goggle Nave e podem abrir sua parte frontal para permitir a saída dos veículos.

### Mecha
- Goggle Jato - jato de combate de cor vermelha pilotado pelo Goggle Red. É capaz de disparar mísseis.
- Goggle Tank - tanque de combate de cor azul pilotado pelo Goggle Blue. É capaz de disparar mísseis.
- Goggle Dump - caminhão de cor amarela pilotado por Goggle Yellow.

### Combinações
| Combinação  | Mechas                                 |
| ----------- | -------------------------------------- |
| Goggle Robô | Goggle Jato, Goggle Tank e Goggle Dump |

- Goggle Robô - robô formado através da fusão final dos três goggle veículos após a realização da goggle change. Possuía várias armas, entre elas míssil, uma âncora, raios lasers disparados de sua testa, um mata-moscas gigante (???) e uma espada com a qual desferia seu golpe final : Espada Relâmpago Universal (Chikyu Ken Denshi Ginga Giri).

## Aliados
- Professor Hideki Hongo - fundador do Laboratório de Ciências do Futuro e dos Goggle Five. Diante de uma triste despedida no segundo episódio acaba entregando todo o controle da missão aos Computer Boys e Girls.
- Computer Boys & Girls - cinco crianças que oferecem apoio aos Goggle Five. Podem usar o Comboyputer.
  - Tatsuya Ueda - Computer Boy escalado pelo Professor Hongo para ser parceiro do GoggleRed e orientá-lo na utilização de seus poderes.
  - Makoto Takenaka - Computer Boy escalado pelo Professor Hongo para ser parceiro do GoggleBlack e orientá-lo na utilização de seus poderes.
  - Haruo Shimada - Computer Boy escalado pelo Professor Hongo para ser parceiro do GoggleBlue e orientá-lo na utilização de seus poderes.
  - Daisuke Ooyama - Computer Boy escalado pelo Professor Hongo para ser parceiro do GoggleYellow e orientá-lo na utilização de seus poderes.
  - Akane Aizawa - Computer Girl escalada pelo Professor Hongo para ser parceira da GogglePink e orientá-la na utilização de seus poderes.
- Midori Wakagi - assistente do Professor Hongo que ficava na base auxiliando e orientando os Computer Boys and Girls. Deixou a equipe após o episódio 22.
- Sayuri Yamamoto - assistente do Professor Hongo que assume o lugar de Midori e tinha a mesma função de ficar na base auxiliando e orientando os Computer Boys and Girls.

## Império da Ciência Maligna DeathDark

### Comando
- Chefe Taboo - Vilão principal da série e líder  do Império Desdark. É um ciclope que na maior parte da série esteve atrás de uma parede onde somente sua forma distorcida aparecia. No final da série revela ser fruto de várias experiências de engenharia genética da Ciência Maligna e torna-se um gigante para lutar com os Goggle Five, porém é destruído pelos mesmos[4].
- Grande Comandante Desmark (15-50) - parecido com um faraó, é outro comandante do Império Desdark. Foi ressuscitado no episódio 15 por Taboo com o objetivo de comandar o Império. Possui um título superior ao de Desguiller, apenas está abaixo do Chefe Taboo. De tão cruel, matou Sazoria e Iganna apenas por não trazerem-lhe o extrato de juventude que queria. Ao ser derrotado no último episódio, acaba explodindo.
- General Desguiller (1-49) - segundo no comando do clã Desdark e mestre em espadas. Até o episódio 14, servia como um líder aos seus subordinados. Utiliza a armadura de esqueleto. Em combate, costuma ser bastante traiçoeiro e inteligente, a ponto de trair Mazurka e usá-la como uma bomba para destruir a base dos Goggle V. Mazurka encontrou a base e a explodiu, junto com Desguiller. Porém, ele foi encontrado vivo e recebeu cuidados de saúde pela equipe Goggle V até que estivesse bem para lutar com eles novamente. Infelizmente ele não mostrou muita gratidão ao inimigo, revelando a localização de seu novo esconderijo para Desmark, mas por outro lado, salvou os Goggle V do ataque do Kuma-Mozu, dizendo que estavam quites. Pilotou o último dos Kongs, Kuma Kong, antes de sua morte, após a derrota do Kuma Mozu.
- Espiã Mazurka - (ep 1-48) comandante suprema feminina. Acabou sacrificando sua própria vida no final para destruir o laboratório secreto dos Goggle Five, em um fim posteriormente imitado pela Rainha Ahames em Changeman.
- Bera e Bezu (15-50) - servem como guarda-costas do Comandante Desmark. Quando é necessário elas podem se transformar em guerreiras humanas. Acabam destruídas por Blue e Pink no último episódio.
- Trio Samurai - 3 guerreiros trajando armaduras samurais que enfrentam Red, Black e Yellow no último episódio, mas ao contrário de Bera e Bezu, não explodem quando vencidos.
- Doutora Sazoria (1-15) - mulher trajada com armadura de escorpião que constrói os monstros do império.  Rival de Iganna, foi morta por Desmark no episódio 15. Ela só enfrentou os Goggle V, fingindo ter mudado de lado, num especial de cinema.
- Doutor Iganna (1-15) - Trajando-se uma armadura de iguana, é rival da Doutora Sazoria, mesmo sendo companheiros de trabalho. Constrói monstros com formas de animais. Foi colocado para morrer por Desmark no episódio 15. Diferente de Sazoria, Iganna nunca teve chance de enfrentar os Goggle V..

### Subalternos
- Mozus - feras sintéticas criadas a partir da combinação de genes de animais ou plantas e átomos de metal. Ao ser derrotado e recebendo o poder relâmpago do Kong a parte cibernetica do corpo dos Mozus era reativada, permitindo aos Mozus pilotar os Kongs. A partir do episódio 34 com a descoberta do Neometal, os Mozus passaram a ser construídos como super feras sintéticas criadas a partir da combinação de genes de animais ou plantas e átomos de Neometal, apenas sendo afetados pelas armas dos Goggle Five quando estes também incorporaram Neometal em suas armas.
- Madaraman - soldados rasos que serviam ao Desdark e sempre confrontavam os Goggle V. Algumas vezes tinham vozes e proporcionavam cenas bem engraçadas.
- DeathDark Five (Ep. 45) - grupo de clones malignos dos Goggle Five criados pelo Tanuki-Mozu. Sua aparência é idêntica à dos Goggle Five, exceto suas armas que possuem cores em tonalidades de cinza.

### Armamentos
- Castelo da Ciência Maligna Destopia - uma fortaleza móvel adaptada como um castelo da qual são lançados os Kongs. Normalmente fica escondida no fundo das águas, mas pode voar e se fixar também em terra. No final da série, quando foi descoberta a super energia Raytron, o Castelo Destopia voou e pousou sobre o filão de super energia encontrado, permitindo à Ciência Maligna que fizesse proveito dessa energia em suas pesquisas.
- Kongs - são robôs gigantes criados com a tecnologia da ciência maligna. Todos eles podiam voar, pelo menos de Destopia até o local de combate, graças a propulsores acoplados em suas pernas desproporcionais, totalmente diferentes de seus monstros-modelos. Todos possuíam uma cabine de comando (verde nos primeiros episódios e depois vermelha por toda série) de onde era disparado o poder relâmpago, energia com a qual a parte cibernética do corpo dos Mozus era reativada, permitindo aos Mozus pilotar os Kongs. Os quatro primeiros foram criados sem nenhuma relação ao tipo de Mozu que podia pilotá-los, mas os demais foram todos modelados com a mesma aparência e poderes do Mozu. Excepcionalmente nos episódios 16 e 50 nenhum Kong foi enviado. O Kuma-Kong pertencente ao Kuma-Mozu foi excepcionalmente pilotado pelo Comandante Desguiller, o qual morreu em batalha.
- DesFighter - pequenas naves de combate lançadas do Castelo Destopia para atacar a GoggleNave ou o Goggle Robô auxiliando o Kong.

## Lista de episódios
| Número e título do episódio                 | Monstro(s) do episódio      | Kong(s) / Monstro(s) gigante(s) do episódio | Protagonista(s) dos episódio(s)                                                          |
| ------------------------------------------- | --------------------------- | ------------------------------------------- | ---------------------------------------------------------------------------------------- |
| 01 - O Ataque da Ciência Maligna            | Kai-Mozu(concha)            | Fan-Kong(ventilador)                        | Goggle Five                                                                              |
| 02 - Lutem, Guerreiros do Futuro!           | Tori-Mozu(pássaro)          | Super-Kong                                  | Goggle Five                                                                              |
| 03 - O Ataque do Destopia                   | Tako-Mozu(polvo)            | Gorila-Kong(gorila)                         | Ken'ichi Akama(Goggle Red), Kaji e Mariko                                                |
| 04 - A Planta Melão                         | Kumo-Mozu(aranha)           | Mammoth-Kong(mamute)                        | Miki Momozomo(Goggle Pink) e Computer Boys                                               |
| 05 - O Demônio se Esconde na Lenda          | Kamakiri-Mozu(louva-a-deus) | Kamakiri-Kong                               | Iwata                                                                                    |
| 06 - O Amor de um Lutador Sujo              | Yamori-Mozu(lagartixa)      | Yamori-Kong                                 | Kampei Kuroda(Goggle Black) e Mascarado                                                  |
| 07 - Papai é um Fantasma                    | Neko-Mozu(gato)             | Neko-Kong                                   | Futoshi Kijima(Goggle Yellow) e Takeshi                                                  |
| 08 - O Alvo é a Bela Jovem                  | Dokuga-Mozu(mariposa)       | Dokuga-Kong                                 | Saburou Aoyama(Goggle Blue) e Dra. Sally                                                 |
| 09 - A Plantação do Cogumelo Infernal       | Baku-Mozu(anta)             | Baku-Kong                                   | Ken'ichi Akama(Goggle Red) e Sasuke                                                      |
| 10 - O Estranho Vegetal                     | Rato-Mozu                   | Rato-Kong                                   | Kampei Kuroda(Goggle Black) e Conuma                                                     |
| 11 - A Terrível Guerra Magma                | Leão-Mozu                   | Leão-Kong                                   | Shingo                                                                                   |
| 12 - A Fantasia do Inferno Arenoso          | Formiga-leão-Mozu           | Formiga-leão-Kong                           | Futoshi kijima(Goggle Yellow)                                                            |
| 13 - A Fúria do Enguia Mozu                 | Enguia-Mozu                 | Enguia-Kong                                 | Futoshi Kijima(Goggle Yellow) e Soichi                                                   |
| 14 - O Afundamento da Terra                 | Ankou-Mozu                  | Ankou-Kong                                  | Miki Momozomo(Goggle Pink) e Sr. Kamiya                                                  |
| 15 - O Renascimento do Diabo                | Hachi-Mozu(abelha)          | Hachi-Kong                                  | Ken'ichi Akama(Goggle Red), Tatsuya Ueda e Desguiller                                    |
| 16 - Red! O Perigo por um Fio!              | Hitode-Mozu(estrela-do-mar) | (nenhum)                                    | Ken'ichi Akama(Goggle Red)                                                               |
| 17 - A Lágrima do Kappa                     | Kappa-Mozu                  | Kappa-Kong                                  | Ken'ichi Akama(Goggle Red) e Satoro                                                      |
| 18 - O Homem Invisível                      | Saru-Mozu(macaco)           | Saru-Kong                                   | Ken'ichi Akama(Goggle Red), Dr. Takada e Erika                                           |
| 19 - O Segredo da Mansão                    | Koumori-Mozu(morcego)       | Koumori-Kong                                | Ken'ichi Akama(Goggle Red), Saburou Aoyama (Goggle Blue) e Futoshi Kijima(Goggle Yellow) |
| 20 - O Cacto Venenoso                       | Cacto-Mozu                  | Cacto-Kong                                  | Teresa                                                                                   |
| 21 - A Petrificação dos Peixes              | Celacanto-Mozu              | Celacanto-Kong                              | Ken'ichi Akama(Goggle Red)                                                               |
| 22 - O Ataque das Bonecas Amaldiçoadas      | Pavão-Mozu                  | Pavão-Kong                                  | Miki Momozomo(Goggle Pink)                                                               |
| 23 - Operação Bolha-de-Sabão                | Kani-Mozu                   | Kani-Kong                                   | Saburou Aoyama(Goggle Blue) e Kenta                                                      |
| 24 - A Guerra Contra o Inimigo Invisível    | Camaleão-Mozu               | Camaleão-Kong                               | Watari                                                                                   |
| 25 - Dinossauro, o Mensageiro do Mal        | Pterano-Mozu                | Pterano-Kong                                | Keníchi Akama(Goggle Red)                                                                |
| 26 - A Grande Farsa do Black                | Javali-Mozu                 | Javali-Kong                                 | Kampei Kuroda(Goggle Black)                                                              |
| 27 - A Selva de Humanos                     | Suika-Mozu(melancia)        | Suika-Kong                                  | Hirako                                                                                   |
| 28 - O Renascimento do Espírito do monstro  | Same-Mozu(tubarão)          | Same-Kong                                   | Saburou Aoyama(Goggle Blue)                                                              |
| 29 - Terror na Cidade dos Sonhos            | Hae-Mozu                    | Hae-Kong                                    | Kanpei Kuroda(Goggle Black)                                                              |
| 30 - A Espada de Ouro                       | Tengu-Mozu                  | Tengu-Kong                                  | Kazuya Suzuki                                                                            |
| 31 - O Grande Ataque de Blue                | Gara-gara-Mozu              | Gara-gara-Kong                              | Saburou Aoyama(Goggle Blue)                                                              |
| 32 - O Homem Sem Osso                       | Yadokari-Mozu               | Yadokari-Kong                               |                                                                                          |
| 33 - Tentativa de Explosão                  | Tora-Mozu                   | Tora-Kong                                   |                                                                                          |
| 34 - A Espada de Ouro Fatal                 | Wani-Mozu                   | Wani-Kong                                   |                                                                                          |
| 35 - O Ataque dos Humanos que Comem Ferro   | Hiena-Mozu                  | Hiena-Kong                                  |                                                                                          |
| 36 - Um Duelo de 30 Segundos                | Yamarashi-Mozu              | Yamarashi-Kong                              |                                                                                          |
| 37 - O Enigma do Grande Ataque              | Musasabi-Mozu               | Musasabi-Kong                               |                                                                                          |
| 38 - Os Sentimentos de Amizade              | Sai-Mozu                    | Sai-Kong                                    | Saburou Aoyama/Goggle Blue e Futoshi Kijima/Goggle Yellow                                |
| 39 - O Diabo Mora Dentro do Livro           | Mimizuku-Mozu               | Mimizuku-Kong                               | Miki Momozomo/Goggle Pink                                                                |
| 40 - A Base Secreta Está em Perigo          | Seiuchi-Mozu                | Seiuchi-Kong                                |                                                                                          |
| 41 - A Grande Aventura de Papai             | Kaiko-Mozu                  | Kaiko-Kong                                  |                                                                                          |
| 42 - A Armadilha do Escorpião               | Sassori-Mozu                | Sassori-Kong                                |                                                                                          |
| 43 - O Roubo do Tesouro                     | Mimizu-Mozu                 | Mimizu-Kong                                 |                                                                                          |
| 44 - A Transformação dos Alimentos em Areia | Condor-Mozu                 | Condor-Kong                                 |                                                                                          |
| 45 - O Falso e o Verdadeiro Black           | Tanuki-Mozu                 | Tanuki-Kong                                 | Kampei Kuroda/Goggle Black e Desdark Five                                                |
| 46 - O Aparecimento da Super Energia        | Skunk-Mozu                  | Skunk-Kong                                  |                                                                                          |
| 47 - A Última Arma                          | Zoukame-Mozu                | Zoukame-Kong                                |                                                                                          |
| 48 - O Último Dia da Base Secreta           | Cheeta-Mozu                 | Cheeta-Kong                                 | Mazurca(morre)                                                                           |
| 49 - O Último Desafio                       | Kuma-Mozu                   | Kuma-Kong                                   | Desguiller(morre)                                                                        |
| 50 - Futuro Brilhante                       |                             | Gigante Taboo                               | Ken'ichi Akama/Goggle Red e Chefe Taboo e Desmark(morrem)                                |

## Elenco

### Atores japoneses[5]
- Ken'ichi Akama / Goggle Red - Yoshiji Akaki / Kazuo Niibori (dublê)
- Kanpei Kuroda / Goggle Black - Junichi Haruta / Junichi Haruta, Tetsuo Masuda e Tsutomu Kitagawa (dublês)
- Saburo Oayama / Goggle Blue - Shigeki Ishii / Takanori Shibahara (dublê)
- Futoshi Kijima / Goggle Yellow - Sanpei Godai / Katsuyoshi Ito (dublê)
- Miki Momozono / Goggle Pink - Megumi Ogawa / Michihiro Takeda, Shinobu Shimura (dublês)
- Professor Hideki Hongo - Noboru Nakaya
- Tatsuya Ueda - Hidetomo Iura
- Makoto Takenaka - Minoru Takeuchi
- Haruo Shimada - Kazuhiko Ohara
- Daisuke Ooyama - Mizuno Tomonori
- Akane Aizawa - Hanae Sugimoto
- Midori Wakagi - Itsuko Kobayashi
- Sayuri Yamamoto - Chieko Hosoya
- Goggle Robô - Hideaki Kusaka (dublê)
- Mozus - Isao Nishio, Takeshi Watanabe, Shingo Hiromori, Kazuhiko Kishino e Kentarou Kaji (vozes)
- Mazurka - Mayumi Yoshida
- Professor Iganna - Eiichi Jo
- Professora Sazoria - Kumiko Nishiguchi
- General Desguiller - Toshimichi Takahashi
- Bella - Mariko Ooki, Noriko Nakanishi
- Beth - Kumiko Shinbo
- Comandante Desmark - Nakara Kikuchi
- Chefe Taboo - Eisuke Yoda (voz)
- Narrador - Toru Ohira

### Dubladores brasileiros
- Ken'ichi Akama / Goggle Red - Francisco Bretas
- Kanpei Kuroda / Goggle Black - Will Damas
- Saburo Aoyama / Goggle Blue - Mauro Eduardo
- Futoshi Kijima / Goggle Yellow - Robson Raga
- Miki Momozono / Goggle Pink - Alessandra Araújo
- Computer Boy do Goggle Red - Hermes Baroli
- Computer Girl da Goggle Pink - Rosana Garcia
- Professora Sazorian - Zodja Pereira
- Professor Hongo - João Francisco
- Doutor Iganna - Ricardo Medrado (1.ª voz) e Élcio Sodré (2.ªvoz)
- Mazurka - Nair Silva
- General Desguiller - Luiz Antônio Lobue
- General Desmark - Renato Master
- Chefe Tabu - Nilson Nobre
- Midori - Christina Rodrigues
- Sayuri - Letícia Quinto
- Monstros Monsus - Oswaldo Boaretto(80%), Élcio Sodré
- Goggle Robô - Gilberto Barolli e Élcio Sodré (eps 3 e 4)
- Narração - Carlos Alberto do Amaral
- Direção - Nair Silva e Gilberto Barolli
- Versão Brasileira - Álamo

## Trilha sonora

### Temas
(de acordo com o álbum "Dai Sentai Goggle Five Complete Song Collection")
- Faixa 1 - Dai Sentai Goggle V, por MoJo, Koorogi'73 & The Chirps (tema de abertura)
- Faixa 2 - Goggle V Action!, por Yoshiko Hidaka, Koorogi'73 & The Chirps
- Faixa 3 - Neppuu Shadow, por MoJo & Koorogi'73
- Faixa 4 - Flash! Goggle V, por MoJo
- Faixa 5 - Goggle V no March -We are Goggle V-, por MoJo & Koorogi'73
- Faixa 6 - Electric Magic Conboy, por Yoshimi Niikura & Columbia Yurikagokai
- Faixa 7 - Dancing Goggle V, por MoJo
- Faixa 8 - Shutsugeki! Goggle Robot, por MoJo & Koorogi'73
- Faixa 9 - Moeru Otoko Goggle Red, por MoJo
- Faixa 10 - Hanasaku Goggle Pink, por Yoshiko Hidaka
- Faixa 11 - Stop The Battle, por MoJo, Koorogi'73 & The Chirps (tema de encerramento)

### BGM (músicas de fundo)
- Faixa 1 - Dai Sentai Goggle V (TV SIZE)
- Faixa 2 - Yochou
- Faixa 3 - Akuma wa Shin'en Yori
- Faixa 4 - Mirai Kagaku Kenkyuujo
- Faixa 5 - Dai Sentai Goggle V (ALTERNATE VERSION INSTRUMENTAL)
- Faixa 6 - Yami no Kyojou
- Faixa 7 - Flash! Goggle V (INSTRUMENTAL)
- Faixa 8 - Shinobi Yoru Ankoku Kagaku
- Faixa 9 - Bridge Collection
- Faixa 10 - Dai Sentai Goggle V (INSTRUMENTAL)
- Faixa 11 - Kyuusoku no Toki
- Faixa 12 - Electric Magic Conboy (INSTRUMENTAL)
- Faixa 13 - Yuuhi no Naka de
- Faixa 14 - Stop The Battle (INSTRUMENTAL)
- Faixa 15 - Tatakae! Wakaki Shishi Tachi
- Faixa 16 - Shutsugeki! Goggle Robo (OFF VOCAL VERSION)
- Faixa 17 - Kyodai Robo no Moui
- Faixa 18 - Unare! Chikyuu Ken
- Faixa 19 - Kagayaku Mirai e
- Faixa 20 - Stop The Battle (TV SIZE)

Música: Michiaki "Chuumei" Watanabe